# 2020年達拉斯—沃斯堡影評人協會獎
第26屆達拉斯—沃斯堡影評人協會獎（The 26th Dallas-Fort Worth Film Critics Association Awards）是達拉斯—沃斯堡影評人協會以茲獎勵2020年電影的獎項，於2021年2月10日宣布得獎者。

## 提名與獲獎名單

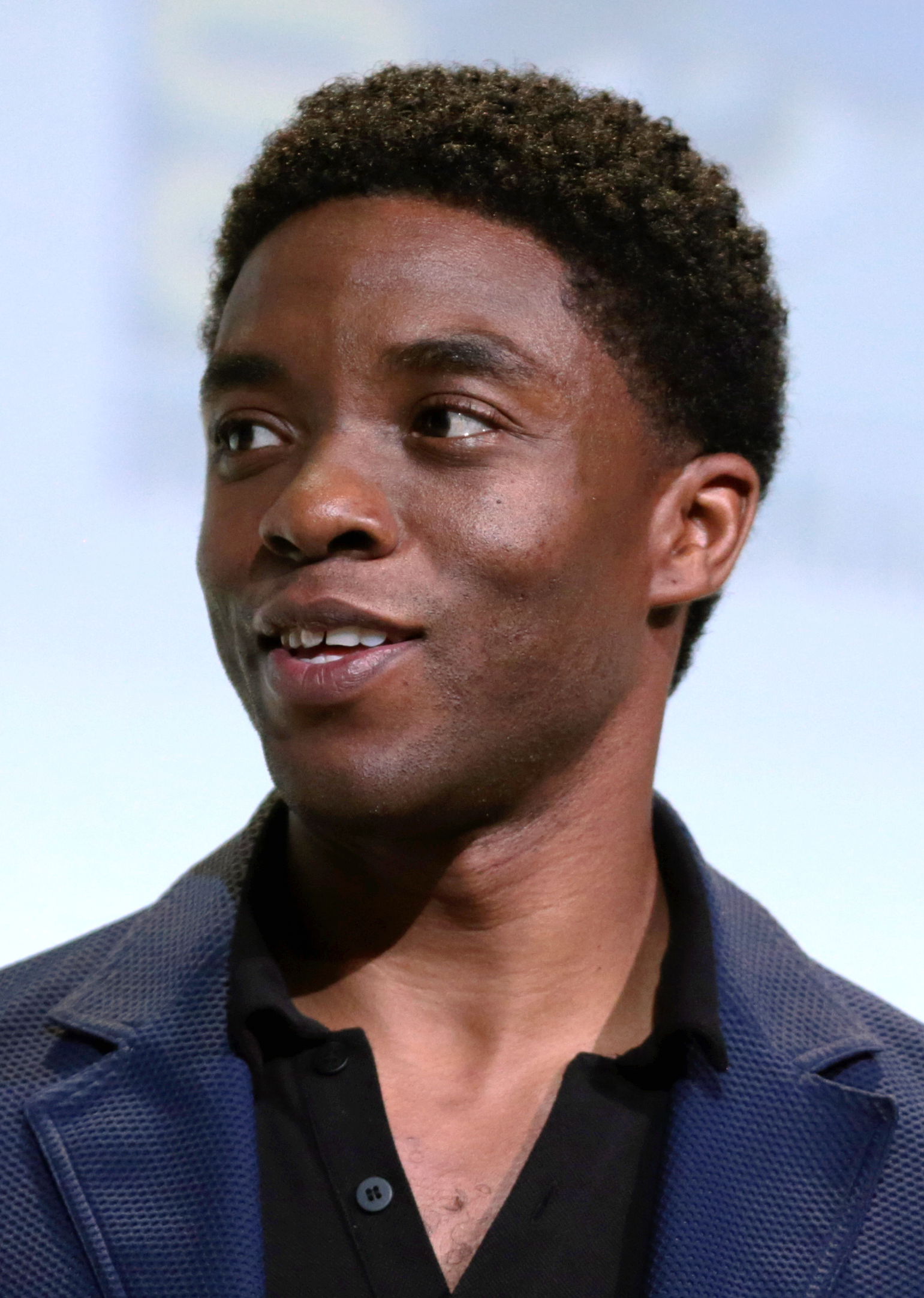
最佳男主角：查德維克·博斯曼

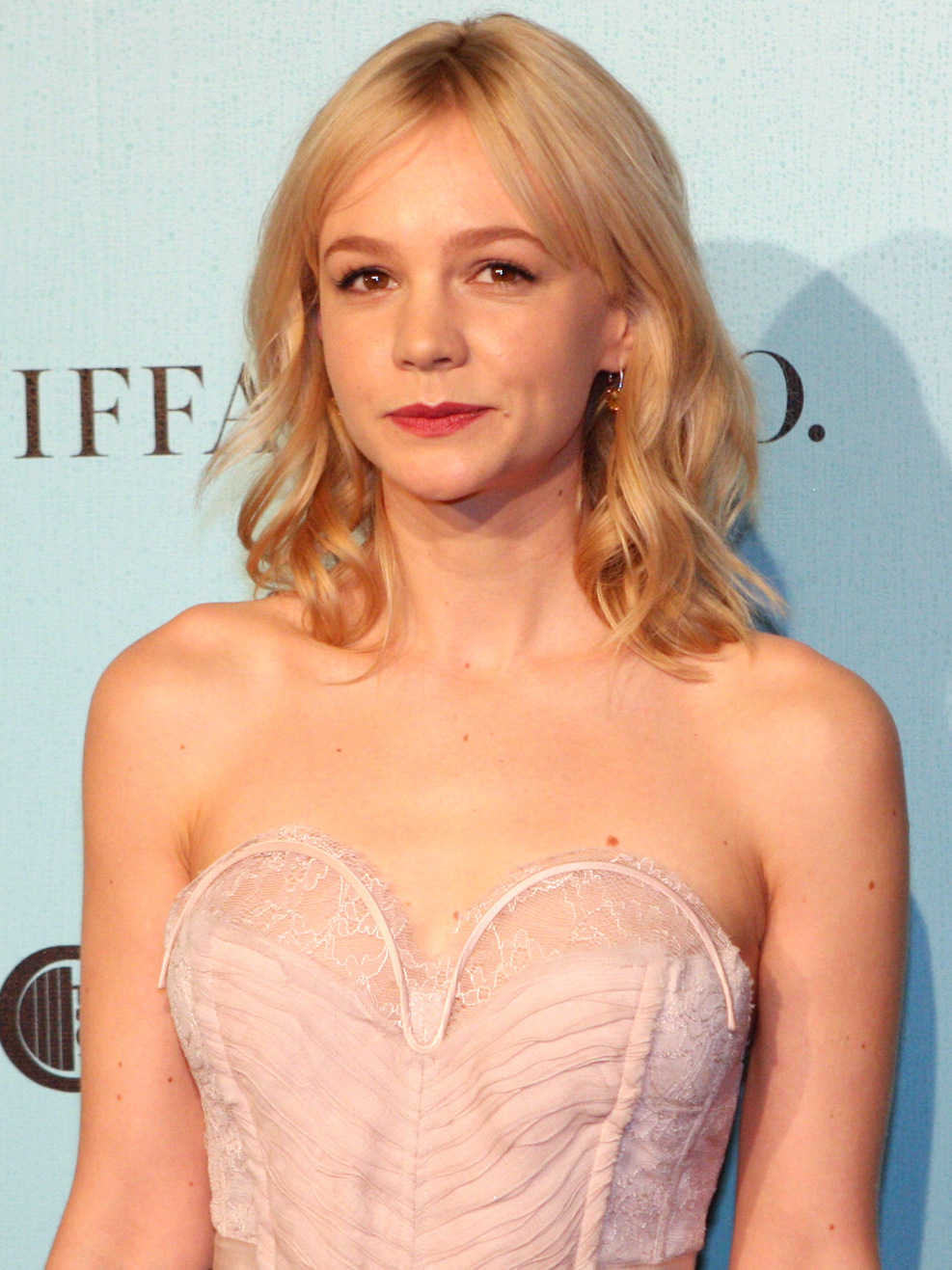
最佳女主角：嘉莉·慕萊根

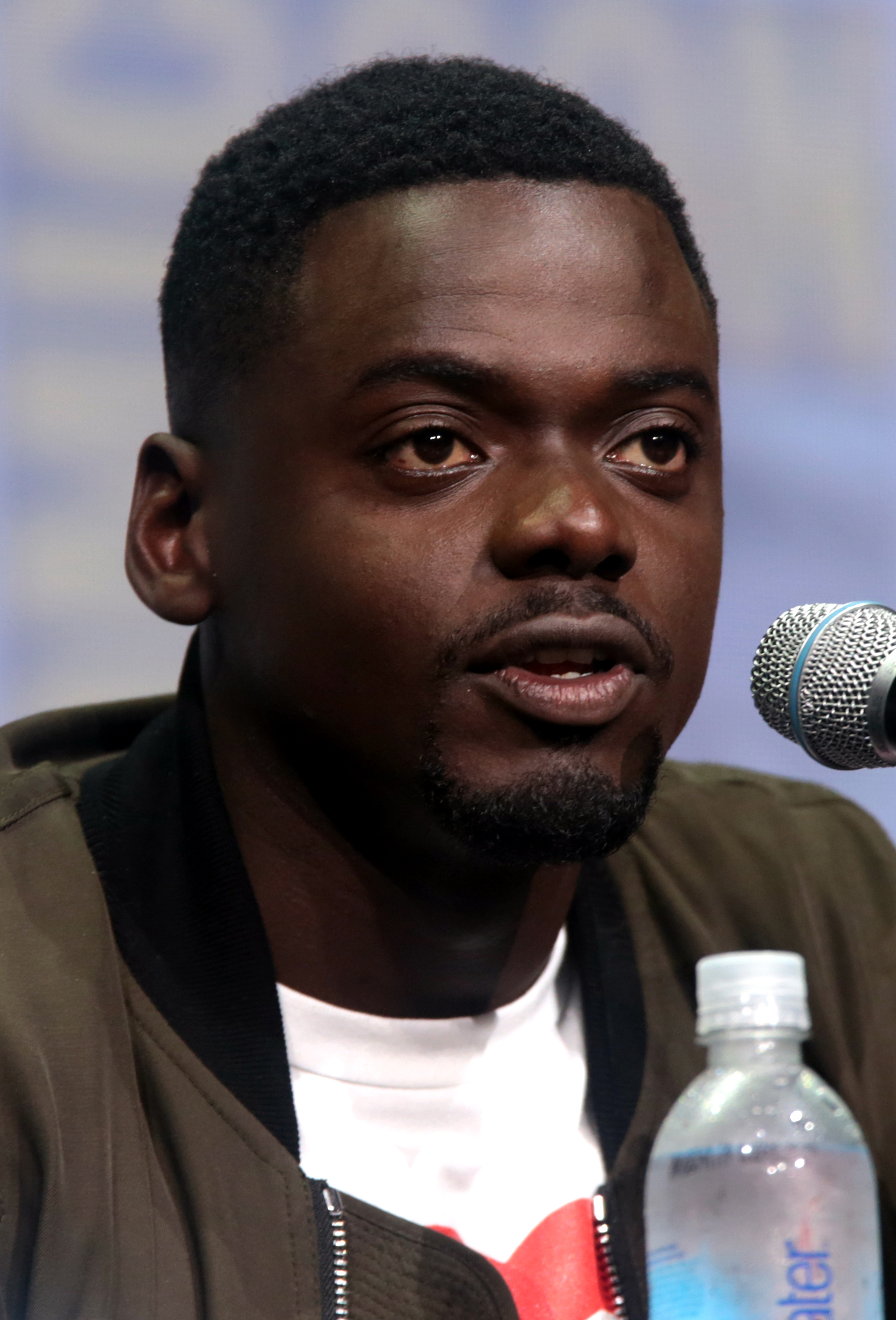
最佳男配角：丹尼爾·卡盧亞

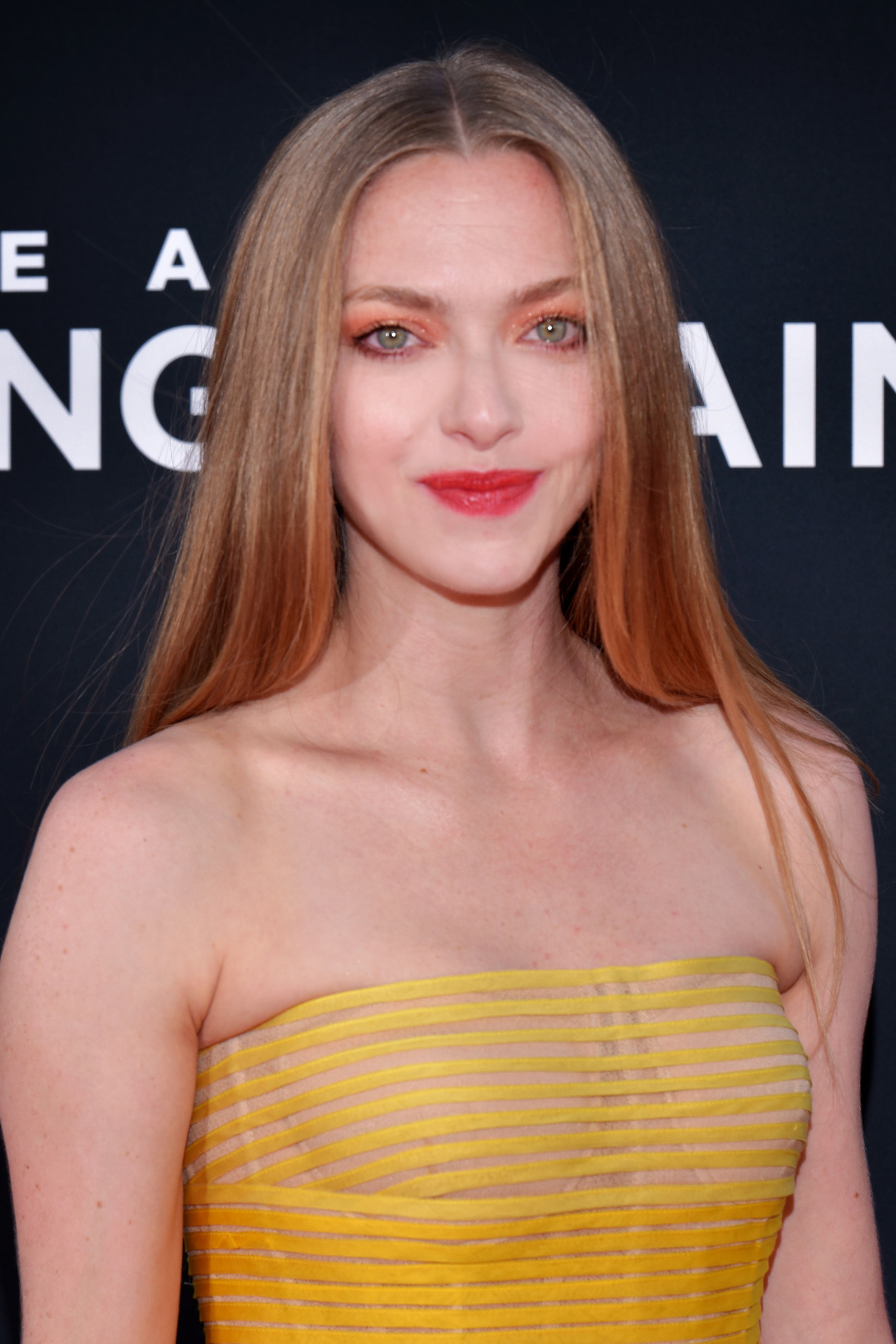
最佳女配角：阿曼達·西耶弗里德

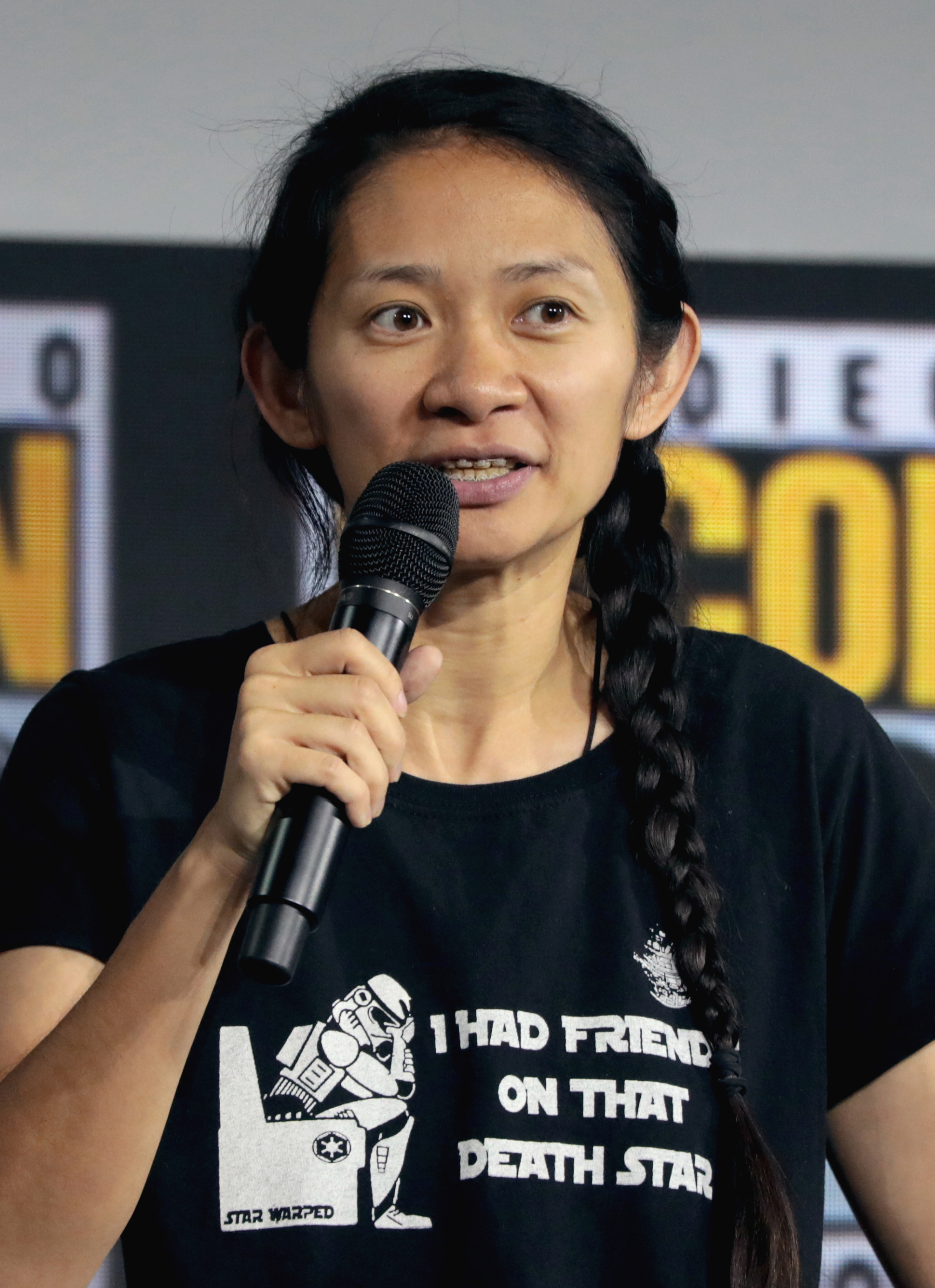
最佳導演：趙婷

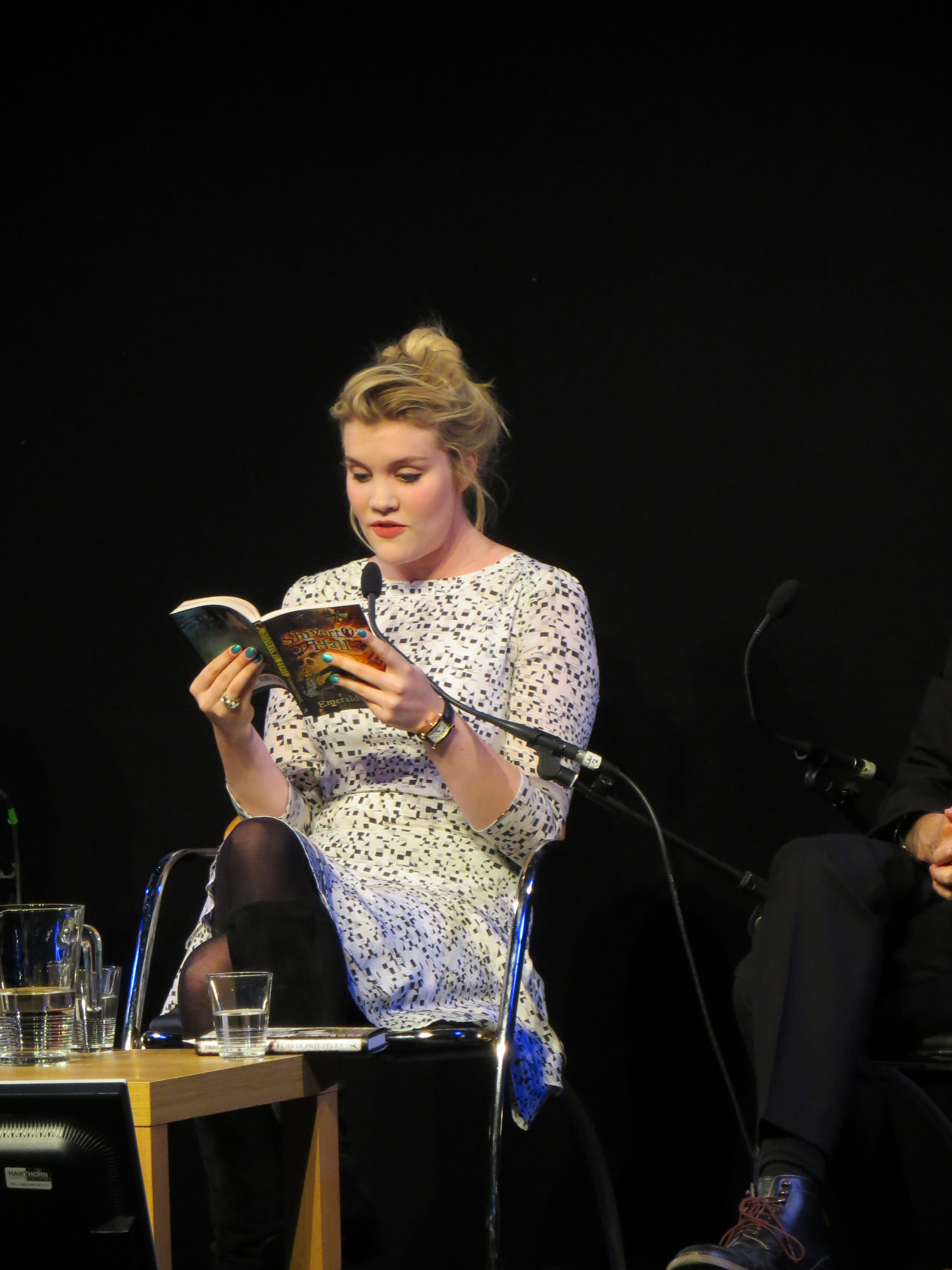
最佳劇本：艾莫芮德·芬諾

- 最佳影片

1. 《游牧人生》
2. 《花漾女子》
3. 《芝加哥七人案：驚世審判》
4. 《夢想之地》
5. 《邁阿密的一夜》
6. 《曼克》
7. 《藍調天后》
8. 《金屬之聲》
9. 《誓血五人組》
10. 《深夜裡的美味祕方（英语：First Cow）》

- 最佳男主角

1. 《藍調天后》查德維克·博斯曼
2. 《金屬之聲》里兹·阿邁德
3. 《曼克》加里·奧德曼
4. 《誓血五人組》戴洛依·林多
5. 《父親》安東尼·霍普金斯

- 最佳女主角

1. 《花漾女子》嘉莉·慕萊根
2. 《游牧人生》法蘭絲·麥杜雯
3. 《藍調天后》维奥拉·戴维斯
4. 《女人的碎片》凡妮莎·寇比
5. 《哈樂黛的愛與死》安德拉·戴

- 最佳男配角

1. 《猶大與黑色彌賽亞》丹尼爾·卡盧亞
2. 《邁阿密的一夜》小萊斯利·奧多姆
3. 《芝加哥七人案：驚世審判》沙查·巴隆·科恩
4. 《人生觸礁時（英语：On the Rocks (film)）》比爾·莫瑞
5. 《金屬之聲》保羅·拉西

- 最佳女配角

1. 《曼克》阿曼達·西耶弗里德
2. 《夢想之地》尹汝貞
3. 《讀報人》海倫娜·澤格爾
4. 《芭樂特電影續集》瑪麗亞·巴卡洛娃
5. 《父親》奧莉薇雅·柯爾曼

- 最佳導演

1. 《游牧人生》趙婷
2. 《花漾女子》艾莫芮德·芬諾
3. 《邁阿密的一夜》蕾吉娜·金恩
4. 《曼克》大衛·芬奇
5. 《芝加哥七人案：驚世審判》艾倫·索金

- 最佳外語片

1. 《夢想之地》
2. 《醉好的時光》
3. 《來日同行（英语：The Life Ahead）》
4. 《哭泣的女人（英语：La Llorona (2019 film)）》
5. 《馬丁伊登》

- 最佳紀錄片

1. 
2. 《爺爺的死亡排練（英语：Dick Johnson Is Dead）》
3. 《新世代公民（英语：Boys State (film)）》
4. 《異議（英语：The Dissident）》
5. 《希望之夏：身心障礙革命》

- 最佳動畫片
  - 《靈魂奇遇記》
    - 亞軍：《狼行者》

- 最佳劇本
  - 《花漾女子》艾莫芮德·芬諾
    - 亞軍：《芝加哥七人案：驚世審判》艾倫·索金

- 最佳攝影
  - 《游牧人生》喬舒亞·詹姆斯·理查茲（Joshua James Richards）
    - 亞軍：《曼克》艾瑞克·梅塞施密特（英语：Erik Messerschmidt）

- 最佳配樂
  - 《曼克》特倫特·雷澤諾、阿提克斯·羅斯
    - 亞軍：《讀報人》詹姆斯·紐頓·霍華

- 羅素·史密斯獎[註 1]
  - 《夢想之地》

## 備註
1. ↑  以茲獎勵低預算或前衛的獨立電影

## 外部連結
- 官方网站